# Gen Rosso
Gen Rosso é uma banda italiana formada em 1966, como parte do Movimento dos Focolares.

## Origem
No ano de 1966, a fundadora do Movimento dos Focolares, Chiara Lubich, presenteou um grupo de rapazes com uma bateria vermelha a fim de que pudessem comunicar, através da música, mensagens de paz e fraternidade universal, como contribuição para a realização de um mundo mais unido. Em italiano Rosso quer dizer vermelho, Gen, geração nova, por isso o nome de Gen Rosso.

## Ligações Externas
Site Oficial